# W3C Software Notice and License
W3C Software Notice and License är en licens för öppen källkod, som man kan välja att publicera sina datorprogram under. Licensen är en tillåtande fri programvarulicens används av programvara publicerad av World Wide Web Consortium.